# Carsten Fuß
Carsten Fuß (* 27. Januar 1961 in Duisburg) ist ein deutscher Journalist, Reporter und Moderator. 

## Leben
Carsten Fuß hat Germanistik und Sport an den Universitäten Duisburg und München studiert. Nach dem Studium ging er 1987 als Lektor für deutsche Sprache an die Universität Neapel. Dort begann er dann auch seine TV-Karriere beim italienischen Fernsehen. 1991 ging er zurück nach München. Dort arbeitete er zunächst beim Bayerischen Rundfunk und Tele 5 überwiegend als Sportreporter. Seit 1993 war er als Kommentator und Moderator für DSF aktiv. So kommentierte er 1994 das UEFA-Pokal-Finale zwischen Casino Salzburg und Inter Mailand. 1999 wechselte er zu Premiere (heute Sky Deutschland). In der Saison 2006/07 war er zudem auch für Arena aktiv, das seine Rechte an der Bundesliga zu Beginn der Saison 2007/08 als Sublizenz jedoch an Premiere verkaufte. Fuß ist ferner unter anderem für die ProSiebenSat.1-Gruppe aktiv. Auf den Sendern Sat.1 und Kabel Eins kommentiert er Live-Spiele und Zusammenfassungen von Spielen in der UEFA Champions League und UEFA Europa League. Die von ihm moderierte Bundesliga-Konferenz wurde 2003 mit dem Deutschen Fernsehpreis ausgezeichnet. Im August 1999 gründete er die Füsse Media GmbH, deren Geschäftsführer er ist. Die GmbH produziert Filme und Beiträge für verschiedene Fernsehsender. Seit 2016 kommentiert er die Serie A, Bundesliga und Champions League für DAZN.

## Sonstiges
Seine ehemalige Ehefrau Daniela Fuß (* 1969), jetzt Daniela Ulbing, war 2009 ebenfalls als Reporterin und Journalistin tätig. Gemeinsam haben sie einen Sohn und eine Tochter.